# موشن بيكشرز كوروبيشن أوف أميركا
موشن بيكشرز كوروبيشن أوف أميركا (بالإنجليزية: Motion Picture Corporation of America)‏ ، هي شركة أمريكية لصناعة الأفلام السينمائية، أسست عام 1986م، وتقع مقرها الرئيسي في لوس أنجلوس بالولايات المتحدة.

## وصلات خارجية
- موشن بيكشرز كوروبيشن أوف أميركا على موقع IMDb (الإنجليزية)

- موشن بيكشرز كوروبيشن أوف أميركا في قاعدة بيانات الأفلام على الإنترنت
- Official website of MPCA Film